# Carlsons Patrouille
Carlsons Patrouille, auch benannt als The Long Patrol oder Carlson's long patrol, war eine Spezialoperation des 2nd Marine Raider Battalion unter dem Kommando von Oberstleutnant Evans F. Carlson während des Pazifikkriegs in der Schlacht um Guadalcanal in den südlichen Salomon-Inseln gegen die Kaiserlich Japanische Armee, zwischen dem 5. November und dem 4. Dezember 1942.

## Gründung
Ein Vertrauter des US-Präsidenten Franklin D. Roosevelt, William J. Donovan, leitender Berater für Geheimdienstangelegenheiten, wollte eine Guerillatruppe schaffen, die besetzte Gebiete infiltrieren und Widerstandsgruppen unterstützen würde. Im Dezember 1941 unterbreitete er dem Präsidenten einen formellen Vorschlag in dieser Richtung. Im Januar schrieb James Roosevelt, der Sohn des Präsidenten, an den Kommandanten des United States Marine Corps, und empfahl die Schaffung einer Einheit für ähnliche Zwecke wie die britischen Kommandos und die chinesischen Guerillas. Im Februar 1942 befahl dann Generalleutnant Thomas Holcomb, Kommandant des United States Marine Corps, die Schaffung einer neuen Einheit mit der Bezeichnung 1st Marine Raider Battalion unter dem Kommando von Oberstleutnant Merritt A. Edson (Red Mike). Kurz danach wurde das 2nd Marine Raider Battalion unter dem Kommando von Oberstleutnant Evans F. Carlson gegründet. Beide Bataillone erhielten im Marine Corps bald erste Priorität in Bezug auf Männer und Ausrüstung.

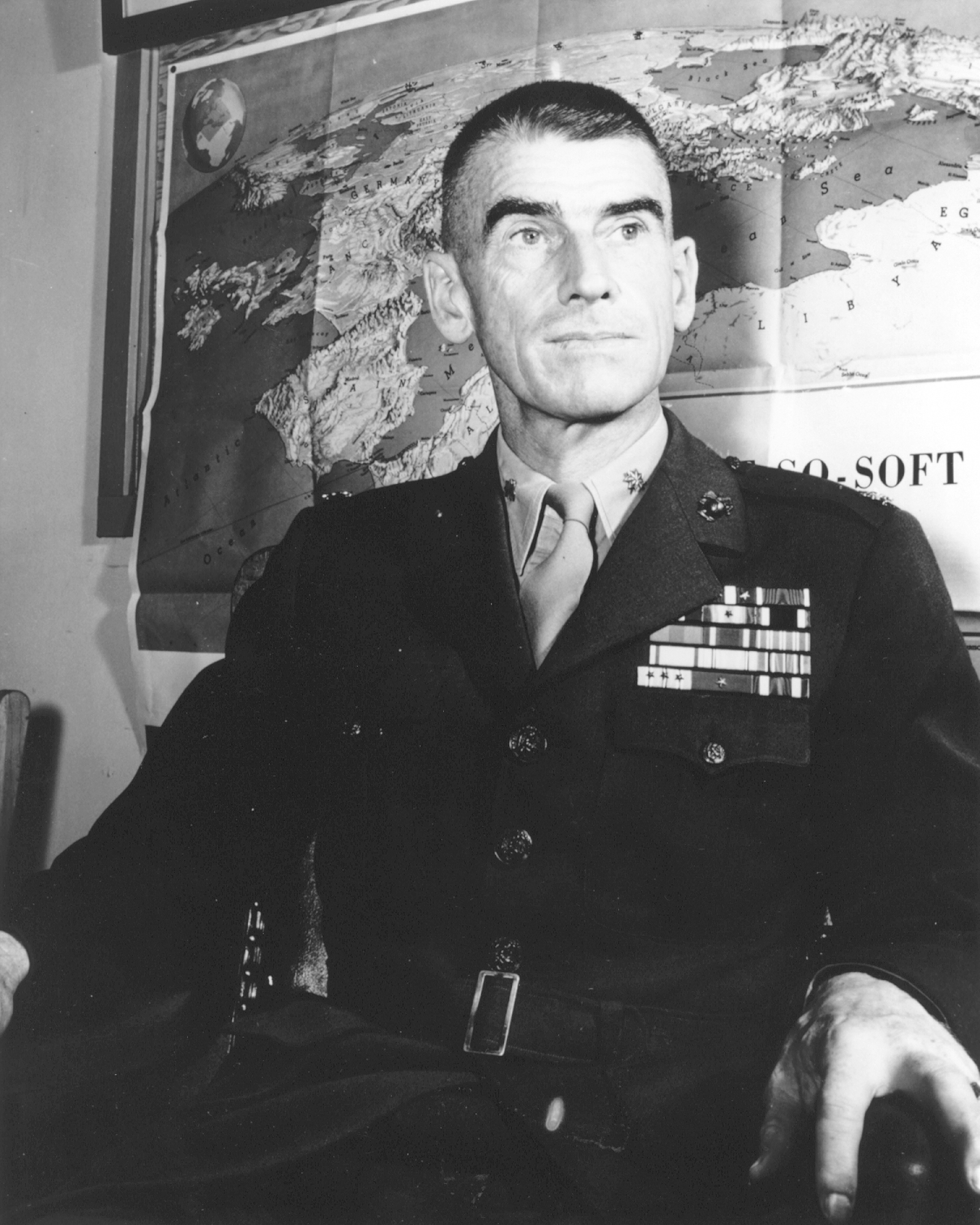
Evans F. Carlson

Die 2nd Raiders schlugen ihre Nachwuchszelte auf der Jacques Farm in den Hügeln von Camp Elliott, nordöstlich von San Diego auf, wo sie weitgehend von der Zivilisation getrennt blieben. Ihr Training konzentrierte sich sehr stark auf Übungen mit den verschiedensten Waffen, Nahkämpfe, Sprengungen und körperliche Konditionierung, wobei der Schwerpunkt auch auf längeren Wanderungen lag, die mit voller Ausrüstung 65 Kilometer pro Tag betrugen.
Carlson hatte die Grundprinzipien der Guerillakriegsführung in China Ende der 1930er Jahre gründlich kennengelernt, während er die kommunistische 8. Marscharmee auf ihrem rund 3.200 Kilometer langen Marsch und deren Kämpfe gegen die Kaiserlich Japanische Armee begleitete. Die Mehrheit der angeworbenen Offiziere waren Reservisten. Die Männer hatten sich sowohl für das Marine Corps als auch für die Raider-Einheiten freiwillig gemeldet. Carlson hat sie hauptsächlich in US-Bundesstaaten ausgewählt, in denen das Leben im Freien vorherrscht; viele kamen aus Arizona, New Mexico, Oklahoma und Texas. Nur Männer, die körperlich und geistig während der Ausbildung in bester Verfassung blieben, konnten bei den Raiders bleiben.

## Makin-Atoll

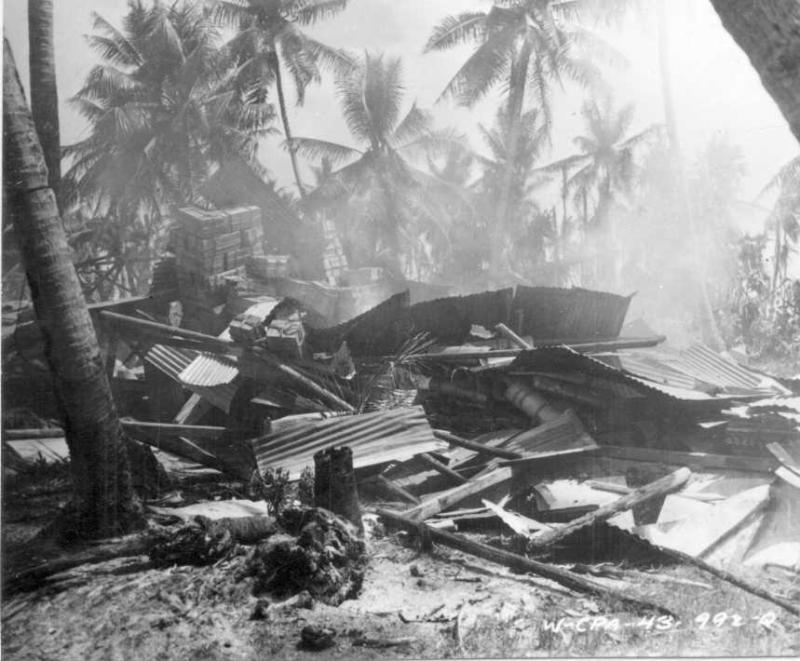
Zerstörte japanische Maschinengewehr-Stellung auf Makin

Am 16. August 1942, kurz vor Mitternacht, trafen die beiden U-Boote USS Argonaut und USS Nautilus vor Makin in den Gilbertinseln ein. An Bord befanden sich zwei Kompanien der 2nd Marine Raiders. Am frühen nächsten Morgen gingen 222 Marine Raiders in angetriebenen Schlauchbooten von Bord und landeten sicher am Strand.
Als die japanischen Soldaten die gelandeten US-Marines entdeckten, entbrannte entlang der Küstenstraße ein schwerer Kampf. Unterdessen gelang es der Nautilus, ein japanisches Handelsschiff und ein Patrouillenboot in der Lagune zu versenken. Japanische Wasserflugzeuge bombardierten mehrfach die kämpfenden US-Soldaten. Als zwei Wasserflugzeuge in der Lagune landeten, um Verstärkung für die 70 Mann starke japanische Garnison zu bringen, zerstörten die US-Marines sie mit Panzerabwehrfeuer.
Nach Beendigung der Küstenkämpfe zogen die Marines in das Innere der Insel und trafen dort auf eine Gruppe freundlicher Eingeborener, die ihnen erzählten, wo sich die Japaner befanden. Als sie diese aufgespürt hatten, legten sie einen Hinterhalt, in dem alle japanischen Soldaten umkamen. Am Nachmittag kam es noch zu drei Gegenangriffen, bei denen 82 Japaner getötet wurden.
Als am nächsten Morgen feststand, dass sich keine japanischen Verteidiger mehr auf Makin befanden, sprengten die Marines den Radiosender, zündeten ein Lager mit Flugbenzin an und verbrannten alle Vorräte, die sie finden konnten. Am Abend fuhren die beiden U-Boote wieder in die Mündung der Makin-Lagune ein, um Carlson und seine Männer aufzunehmen.
Die Carlsons Raiders trainierten anschließend wieder auf der Jacques Farm bei San Diego und verschifften anschließend erneut zum Kriegsschauplatz im Pazifik und richteten ihre Operationsbasis in Espíritu Santo auf den Neuen Hebriden ein.

## Guadalcanal
Anfang Mai 1942 gelang es den japanischen Streitkräften im Rahmen der Operation MO, einen Stützpunkt auf der Insel Tulagi nördlich von Guadalcanal anzulegen (→ Japanische Invasion von Tulagi). Im Frühsommer landeten die Japaner dann auch auf Guadalcanal und errichteten einen kleinen Luftwaffenstützpunkt in der Nähe von Honiara, am sogenannten Lunga Point, nach dem gleichnamigen Flussdelta in der näheren Umgebung. Um das zu verhindern, landeten US-Streitkräfte am 7. August 1942 auf Guadalcanal und konnten am Folgetag das Henderson Field erobern und bis zum 12. August wieder instand setzen. Um dieses Flugfeld tobte während eines halben Jahres die Schlacht um Guadalcanal.

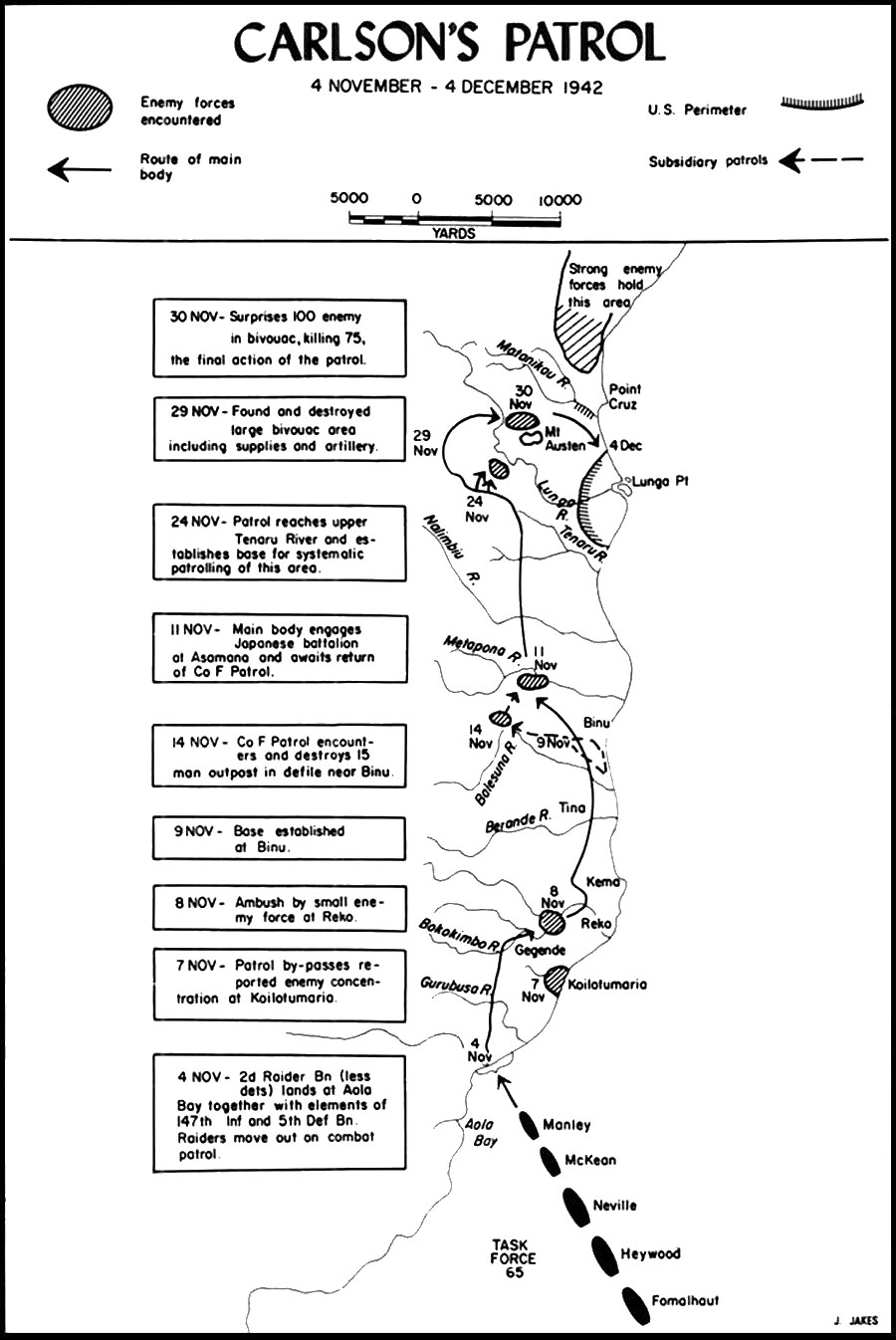
Der Weg von Carlsons Patrouille

Die japanischen Gegenangriffe im Oktober hatten die Cactus Air Force unter General Roy Geiger beinahe außer Gefecht gesetzt; Am 26. Oktober, nach dem Dugout-Sonntag, verfügte die Cactus Air Force nur noch über 30 Flugzeuge, die flugfähig waren. Doch in der Flaute des Gefechts nach der Niederlage von General Hyakutake Seikichi und dem Rückzug der japanischen Seestreitkräfte aus der Schlacht bei den Santa-Cruz-Inseln hatten die Bodenmannschaften von Cactus Gelegenheit, einige Reparaturen durchzuführen, und mehr Flugzeuge trafen auf dem Henderson Field ein.
Die jetzt aus sechs Kompanien bestehende Einheit der Raiders landete mit Higgins-Booten im Oktober 1942 auf Guadalcanal. Dort ging sie am 4. November ins Biwak in der Aola-Bucht, 65 Kilometer östlich von Henderson Field. Weitere zugehörige Unterstützungseinheiten waren das 1. Bataillon der 147. Infanterie, die provisorische Batterie K der 246. Feldartillerie und 500 Seabees, für deren Sicherheit sie sorgen sollten. Unter dem Kommando von Oberst Tuttle, dem Kommandeur der 147. Infanterie, hatten sie den Auftrag, einen neuen Flugplatz zu errichten.
General Vandegrift, der Generalstabschef des US Marine Corps, erwirkte die Freistellung von Carlsons Raiders aus Tuttles Kommando in der Aola-Bucht und befahl ihm, über Land in Richtung Koli Point zu marschieren und alle Japaner des 230. Infanterieregiments unter dem Kommando von Generalmajor Shōji Toshishige abzuschneiden, die aus der Einschließung der 7. Marines und der 164. Infanterie nach Osten fliehen könnten.
Am Morgen des 6. November marschierten die Raiders mit einheimischen Spähern an der Spitze in den Dschungel. Unter ihnen der Chefscout Jacob Charles Vouza. Der Bewuchs war so dicht, dass sie am ersten Tag nur etwa 6,5 Kilometer voran kamen. In der folgenden Nacht feuerten nervöse Wachen Schüsse auf eingebildete Feinde ab.

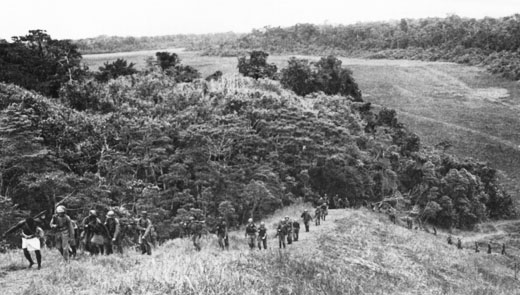
Einheimische Führer mit dem 2. Raider-Bataillon auf einer Aufklärungspatrouille hinter japanischen Linien im November 1942

Auf Drängen von Carlson beschleunigten sie am nächsten Tag ihr Tempo und erreichten das Dorf Reko am Ufer des Flusses Bokokimbo. Herumliegende japanische Zigarettenpapiere und Lebensmittelkisten verrieten ihnen die Nähe der Japaner. Carlson postierte Wachen und kurz darauf waren Gewehrschüsse zu hören. Bei einem Scharmützel mit zehn Japanern, die die Wachen aufgespürt hatten, wurden zwei Japaner getötet und der Rest konnte fliehen. Ein weiterer Japaner wurde kurz darauf tot im Dschungel aufgefunden. Carlson verlegte die Raiders anschließend nach Binu, einem Dorf ein paar Kilometer westlich des Flusses Reko. Zwischen Binu, dem letzten bewohnten Dorf entlang ihrer Route, östlich bis zur Aola-Bucht hatten sie keine nennenswerten Anzeichen japanischer Truppen mehr gefunden. Daher richteten sich jetzt ihre Anstrengungen nach Westen in Richtung Henderson Field.
Armee- und Marinetruppen waren vom Henderson Field nach Osten gegen etwa 1.500 Japaner vorgerückt, die nordwestlich von Binu stationiert worden waren. Sie sollten entlang der Küste festgehalten werden, wo sie vernichtet werden konnten. Zwei Drittel der japanischen Streitkräfte schlüpften jedoch durch die Falle ins Landesinnere von Guadalcanal in das Gebiet, das Carlson mit seinen Marines abdecken sollte.
Während der Nächte vom 9. auf den 10. November entkamen etwa 3.000 Japaner dem sie umgebenden amerikanischen Ring am Fluss Metapona. Am 11. November hatte Carlson vier Kompanien auf unabhängigen Patrouillen unterwegs. Die fünfte Kompanie bewachte das Basislager in Binu. Vormittags nahm die Truppe Funkkontakt mit einer Patrouille des 1. Bataillons der 7. Marines auf und erfuhr so vom Ausbruch der japanischen Soldaten. Kurz drauf stieß die Kompanie C in der Nähe von Asamana am Metapona auf eine große japanische Einheit. Nachdem die Marines eine weite Grasfläche überquert hatten und die Vorhut auf der gegenüberliegenden Seite in ein Waldstück eindrang, überraschte die Vorhut die Japaner in ihrem Biwak. Im ersten Gefecht verursachte sie den Japanern große Verluste, verlor jedoch selbst fünf Männer und drei weitere wurden verwundet. Kurz darauf hatten die Japaner den Rest der Kompanie mit Gewehr-, Maschinengewehr- und Mörserfeuer im Freien festgesetzt.
Carlson schickte jetzt zwei seiner Patrouillen zur Unterstützung in die Richtung und entsandte zusätzlich einen Zug aus dem Basislager. Als die Kompanie E den Metapona überquerte, um das Hauptgefecht zu erreichen, geriet sie in Konflikt mit einer anderen japanischen Gruppe, die aus der entgegengesetzten Richtung erschien. Die zahlenmäßig überlegenen Japaner zwangen die Marines zunächst zum Rückzug, doch nachdem sich die Kompanie neu organisiert hatte, griff sie wieder an, als die Japaner den Fluss zu überqueren versuchten. Die Marines fügten ihnen erhebliche Verluste zu, konnten sich jedoch nicht durchsetzen und sich nicht mit der Kompanie C verbinden. Am Nachmittag führte Carlson selbst die Kompanie F in Richtung Asamana. Die Raiders schätzten, dass die Aktion dem Feind etwa 450 Tote gekostet hatte. Etwa 40 Amerikaner wurden getötet und 120 verletzt.
In den nächsten fünf Tagen fanden vereinzelte Aktionen statt. Am 17. November begann die japanische Hauptstreitmacht, sich in die Hügel im Landesinneren zurückzuziehen, um südlich von Henderson Field nach Kokumbona zu gelangen. Carlsons Einheiten verfolgten sie und wurden durch die Ankunft der Kompanie A und einheimischer Träger verstärkt. Bis zum 4. Dezember blieben sie im Dschungel und auf den dortigen Bergrücken.

## Ende der langen Patrouille
Carlsons Kampf- und Aufklärungspatrouille legte etwa 240 Kilometer zurück, kämpfte mehr als ein Dutzend Gefechte. Sie töteten fast 500 Japaner. Ihre eigenen Verluste betrugen 16 Tote und 18 Verwundete. Der für einen neuen Flugplatz gewählte Standort war ungeeignet, zu nass und instabil, und die gesamte Truppe zog Anfang Dezember nach Koli Point, wo schließlich ein weiterer Flugplatz gebaut wurde. Im Frühjahr 1943 wurde Carlson zur medizinischen Behandlung in die Vereinigten Staaten zurückbeordert und wurde anschließend im November 1943 als Beobachter während der Einnahme von Tarawa eingesetzt. Die vier Raider-Bataillone kamen am 15. März 1943 unter den Befehl des neu geschaffenen 1st Raider Regiments.